# ロバート・フォルジャー・ソーン
ロバート・フォルジャー・ソーン（Robert Folger Thorne、1920年7月13日 - 2015年3月24日）は、アメリカ合衆国の植物学者である。植物分類学を専門とした。

## 略歴
ニュージャージー州のスプリングレイクで生まれた。ダートマス大学で学び、植物学を学び、1942年に修士号を得た。第二次世界大戦中は爆撃機B-24のパイロットとして働き、オーストリアへの作戦中に、被弾した機を操縦し、ダルマチアのパルチザンの支配する島に不時着させたこともある。イタリアに帰還した後、退役まで29回以上の作戦飛行を行った。戦後、大学に戻り、1949年にコーネル大学から博士号を得た。その後、13年間、アイオワ大学のエイダ・ヘイデン標本館（Ada Hayden Herbariums）で働き、1949年に助手、1954年に准教授、1961年に教授となった。
1962年にカリフォルニアに移り、クレアモントのランチョ・サンタ・アナ植物園の園長になり、オーストラリア、ニューギニア、メキシコなどでフィールド研究を行った。1992年から植物分類の見直しを行う著作を始め、ソーン大系と呼ばれる分類大系を提唱した。
フクギ科の植物の属名、Thorneaなどに献名されている。

## 著作
- Earl W. Lathropと共著: Flora of the Santa Ana Mountains
- Earl W. Lathropと共著: Flora of the Santa Rosa Plateau
- James Henrickson、Barry A. Priggeと共著: Flora of the Higher Ranges of the Eastern Mojave
- Flora of Santa Catalina Island
- Classification and geography of flowering plants, in: Botanical Review 58: 225–348, 1992
- An updated phylogenetic classification of the flowering plants, in: Aliso 13: 365–389, 1992
- The classification and geography of the flowering plants: dicotyledons of the class Angiospermae, in: Botanical Review 66: 441–647, 2000